# Hals (Vågsøy)
Hals lub Halsør – wieś w zachodniej Norwegii, w okręgu Sogn og Fjordane, w gminie Vågsøy. Miejscowość leży na północno-wschodniej części wyspy Vågsøy, nad zatoką Sildegapet, przy norweskiej drodze krajowej nr 602. Hals znajduje się 3 km na północ od miejscowości Raudeberg i około 9 km na północ od centrum administracyjnego gminy – Måløy. Dojazd do Måløy możliwy jest dzięki tunelowi Skoratunnelen.   
W pobliżu miejscowości, w odległości około 3 km znajduje się wybudowana w 1870 roku latarnia morska Skongenes. Miejscowość jest wymieniona w źródłach historycznych pochodzących z XVI wieku.
W 2001 roku wieś liczyła 135 mieszkańców.